# Casa Vlad Dracul din Sighișoara
Casa Vlad Dracul din Sighișoara este un monument istoric aflat pe teritoriul municipiului Sighișoara. În Repertoriul Arheologic Național, monumentul apare cu codul 114523.11.